# Records de Lettonie d'athlétisme

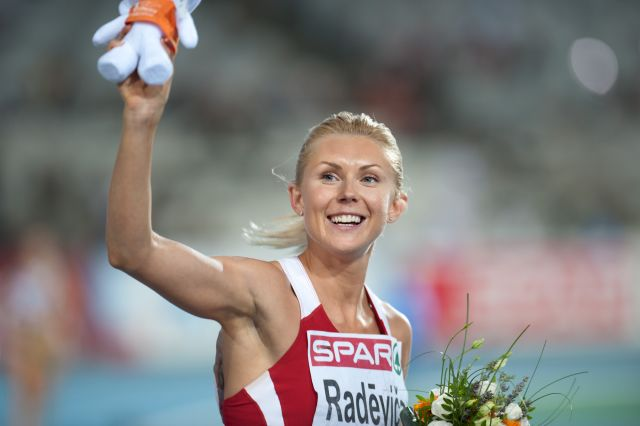
Ineta Radēviča détient le record de Lettonie du saut en longueur.

Les records de Lettonie d'athlétisme sont les meilleures performances réalisées par des athlètes lettons et homologuées par la Fédération lettonne d'athlétisme (LVS).

## Hommes
| Épreuve                     | Record | Athlète                                                                          | Compétition                       | Lieu         | Date               | Réf.   |
| --------------------------- | --- | -------------------------------------------------------------------------------- | --------------------------------- | ------------ | ------------------ | ------ |
| 60 m                        | 6 s 65 | Juris Silovs                                                                     | Championnats d'Europe en salle    | Göteborg     | 9 mars 1974        |        |
| 100 m                       | 10 s 18 (+1,4 m/s) | Ronalds Arājs                                                                    |                                   | Donnas       | 3 juillet 2011     | ,      |
| 200 m                       | 20 s 41 (+1,3 m/s) | Sergejs Inšakovs                                                                 | Jeux olympiques                   | Atlanta      | 31 juillet 1996    |        |
| 200 m piste courte          | 21 s 19 | Oskars Grava                                                                     |                                   | Valmiera     | 18 février 2024    |        |
| 400 m                       | 45 s 53 | Jānis Leitis                                                                     | Championnats d'Europe             | Berlin       | 8 août 2018        | [ 3 ]  |
| 400 m piste courte          | 46 s 71 | Jānis Leitis                                                                     | Razorback Invitational            | Fayetteville | 26 janvier 2013    |        |
| 800 m                       | 1 min 43 s 67 | Dmitrijs Miļkevičs                                                               |                                   | Athènes      | 3 juillet 2006     |        |
| 800 m piste courte          | 1 min 45 s 72 | Dmitrijs Miļkevičs                                                               | Championnats du monde en salle    | Valence      | 9 mars 2008        |        |
| 1 500 m                     | 3 min 37 s 35 | Dmitrijs Jurkevičs                                                               | Folksam Grand Prix                | Sollentuna   | 28 juin 2011       | [ 4 ]  |
| 1 500 m piste courte        | 3 min 42 s 84 | Dmitrijs Jurkevičs                                                               | Championnats d'Europe en salle    | Prague       | 7 mars 2015        |        |
| Mile                        | 4 min 1 s 05 | Dmitrijs Jurkevičs                                                               |                                   | Tartu        | 28 mai 2013        |        |
| Mile piste courte           | 4 min 3 s 51 | Uģis Jocis                                                                       |                                   | Bloomington  | 26 janvier 2019    | [ 5 ]  |
| 3 000 m                     | 7 min 49 s 48 | Artūrs Niklāvs Medveds                                                           |                                   | Seattle      | 17 janvier 2025    |        |
| 3 000 m piste courte        | 7 min 57 s 78 | Uģis Jocis                                                                       | Championnats d'Europe en salle    | Boston       | 2 mars 2018        |        |
| 5 000 m                     | 13 min 34 s 2 | Juris Grustiņš                                                                   | Championnats d'URSS               | Moscou       | 18 juillet 1971    |        |
| 5 000 m piste courte        | 13 min 43 s 60 | Artūrs Niklāvs Medveds                                                           |                                   | Boston       | 7 décembre 2024    |        |
| 10 000 m                    | 28 min 19 s 49 | Artūrs Niklāvs Medveds                                                           | Track Fest                        | Los Angeles  | 11 mai 2024        | [ 6 ]  |
| 5 km (route)                | 14 min 12 s | Dmitrijs Serjogins                                                               | Cursa dels Nassos                 | Barcelone    | 31 décembre 2024   | [ 7 ]  |
| 10 km (route)               | 29 min 10 s | Dmitrijs Serjogins                                                               | Cursa dels Nassos                 | Barcelone    | 31 décembre 2019   |        |
| Semi-marathon               | 1 h 4 min 21 s | Dmitrijs Serjogins                                                               | La Mitja Marato                   | Figueras     | 3 décembre 2023    |        |
| Marathon                    | 2 h 14 min 24 s | Valērijs Žolnerovičs                                                             | Marathon de Riga                  | Riga         | 14 mai 2017        | [ 8 ]  |
| 3 000 m steeple             | 8 min 31 s 35 | Gatis Deksnis                                                                    | Mémorial Kuts                     | Moscou       | 4 septembre 1988   |        |
| 60 m haies piste courte     | 7 s 42 | Igors Kazanovs                                                                   |                                   | Moscou       | 25 février 1989    |        |
| 110 m haies                 | 13 s 08 (0,0 m/s) | Staņislavs Olijars                                                               | Athletissima                      | Lausanne     | 1er juillet 2003   |        |
| 400 m haies                 | 49 s 60 | Viktors Lācis                                                                    | Prefontaine Classic               | Eugene       | 1er juin 2001      |        |
| Saut en hauteur             | 2,30 m | Normunds Sietiņš                                                                 |                                   | Nurmijärvi   | 20 juillet 1992    |        |
| Saut à la perche            | 5,82 m | Valters Kreišs                                                                   | Perche en Or                      | Roubaix      | 15 février 2025    | [ 9 ]  |
| Saut en longueur            | 8,11 m | Artūrs Āboliņš                                                                   | Championnats NCAA en salle        | Fayetteville | 10 mars 2006       |        |
| Triple saut                 | 17,56 m (+1,9 m/s) | Māris Bružiks                                                                    |                                   | Riga         | 3 septembre 1988   |        |
| Lancer du poids             | 21,74 m | Jānis Bojārs                                                                     |                                   | Riga         | 14 juillet 1984    |        |
| Lancer du disque            | 62,00 m | Staņislavs Skruļs                                                                |                                   | Gomel        | 6 août 1975        |        |
| Lancer du marteau           | 80,14 m | Igors Sokolovs                                                                   |                                   | Riga         | 30 mai 2009        |        |
| Lancer du javelot           | 90,73 m | Vadims Vasiļevskis                                                               |                                   | Tallinn      | 22 juillet 2007    |        |
| Décathlon                   | 8 312 pts | Edgars Eriņš                                                                     | Championnats de Lettonie          | Valmiera     | 4–5 juin 2011      | [ 10 ] |
| Décathlon                   | 10 s 79 (+2,1 m/s) (100 m), 7,67 (+0,2 m/s) (longueur), 14,19 m (poids), 1,90 m (hauteur), 48 s 65 (400 m) / 14 s 56 (+1,2 m/s) (110 m haies), 49,94 m (disque), 4,50 m (perche), 58,30 m (javelot), 4 min 14 s 25 (1 500 m) |                                                                                  |                                   |              |                    |        |
| Heptathlon piste courte     | 5 787 points | Edgars Eriņš                                                                     | Championnats de Lettonie en salle | Riga         | 22-23 février 2008 |        |
| 5 000 m marche piste courte | 18 min 56 s 90 | Aigars Fadejevs                                                                  |                                   | Riga         | 19 février 1995    |        |
| 20 km marche (route)        | 1 h 19 min 25 s | Aigars Fadejevs                                                                  |                                   | Hildesheim   | 25 août 2002       |        |
| 35 km marche (route)        | 2 h 33 min 31 s | Raivo Saulgriezis                                                                | Lusatian International Meeting    | Zittau       | 26 octobre 2024    | [ 11 ] |
| 50 km marche (route)        | 3 h 43 min 18 s | Aigars Fadejevs                                                                  | Championnats de Lettonie          | Ogre         | 6 juin 1998        | [ 12 ] |
| 4 × 100 m                   | 39 s 32 | Équipe nationale Genādijs Murašovs Ronalds Razmuss Juris Tone Āris Āboliņš       |                                   | Moscou       | 18 juin 1983       |        |
| 4 × 400 m                   | 3 min 4 s 30 | Équipe nationale Sergejs Inšakovs Egīls Tēbelis Einārs Tupurītis Inguns Svikliņš | Championnats du monde             | Athènes      | 9 août 1997        |        |

## Femmes
| Épreuve | Record             | Athlète                                                                             | Compétition                            | Lieu        | Date              | Réf.   |
| --- | ------------------ | ----------------------------------------------------------------------------------- | -------------------------------------- | ----------- | ----------------- | ------ |
| 60 m | 7 s 32             | Vineta Ikauniece                                                                    |                                        | Moscou      | 20 février 1988   |        |
| 100 m | 11 s 29 (+1,1 m/s) | Sindija Bukša                                                                       | Riga Cup                               | Riga        | 29 mai 2018       | [ 13 ] |
| 200 m | 22 s 49 (+1,7 m/s) | Vineta Ikauniece                                                                    |                                        | Tsakhkadzor | 23 mai 1987       |        |
| 200 m piste courte | 23 s 15            | Marina Krivošeina                                                                   |                                        | Minsk       | 5 mars 1988       |        |
| 400 m | 50 s 71            | Vineta Ikauniece                                                                    | Mémorial Kuts                          | Moscou      | 4 septembre 1988  |        |
| 400 m piste courte | 52 s 66            | Gunta Vaičule                                                                       | Championnats d'Europe en salle         | Glasgow     | 1er mars 2019     |        |
| 800 m | 1 min 58 s 64      | Marita Ārente                                                                       |                                        | Moscou      | 19 juillet 1984   |        |
| 800 m piste courte | 2 min 01 s 10      | Līga Velvere                                                                        |                                        | Eaubonne    | 12 février 2019   |        |
| 1 500 m | 4 min 09 s 8       | Rita Vilciņa                                                                        |                                        | Sotchi      | 8 juin 1979       |        |
| 1 500 m piste courte | 4 min 15 s 10      | Poļina Jeļizarova                                                                   | Championnats d'Europe en salle         | Göteborg    | 1er mars 2013     |        |
| 3 000 m | 8 min 39 s 78      | Agate Caune                                                                         | Mémorial Kamila Skolimowska            | Chorzów     | 16 juillet 2023   | [ 14 ] |
| 3 000 m piste courte | 8 min 44 s 66      | Jeļena Prokopčuka                                                                   | Championnats d'Europe en salle         | Gand        | 27 février 2000   |        |
| 5 000 m | 14 min 47 s 71     | Jeļena Prokopčuka                                                                   | DN Galan                               | Stockholm   | 1er août 2000     |        |
| 10 000 m | 30 min 38 s 78     | Jeļena Prokopčuka                                                                   | Championnats d'Europe                  | Göteborg    | 7 août 2006       |        |
| 5 km | 15 min 23 s        | Agate Caune                                                                         |                                        | Riga        | 7 mai 2023        |        |
| 10 km | 31 min 33 s        | Jeļena Prokopčuka                                                                   |                                        | Manchester  | 21 mai 2006       |        |
| Semi-marathon | 1 h 08 min 43 s    | Jeļena Prokopčuka                                                                   | Championnats du monde de semi-marathon | Bristol     | 7 octobre 2001    |        |
| Marathon | 2 h 22 min 56 s    | Jeļena Prokopčuka                                                                   | Marathon d'Osaka                       | Osaka       | 30 janvier 2005   |        |
| 60 m haies piste courte | 8 s 06             | Ludmila Olijare                                                                     |                                        | Kishinev    | 17 février 1985   |        |
| 100 m haies | 12 s 90 (-0,8 m/s) | Ludmila Olijare                                                                     |                                        | Briansk     | 8 septembre 1989  |        |
| 400 m haies | 55 s 46            | Lana Jēkabsone                                                                      |                                        | Tallinn     | 9 juin 1996       |        |
| 3 000 m steeple | 9 min 27 s 21      | Poļina Jeļizarova                                                                   | Jeux olympiques                        | Londres     | 4 août 2012       | [ 15 ] |
| Saut en hauteur | 1,97 m             | Valentīna Gotovska                                                                  |                                        | Vilnius     | 4 août 1990       |        |
| Saut à la perche | 4,27 m             | Alisone Neidere                                                                     |                                        | Eugene      | 30 juin 2021      | [ 16 ] |
| Saut en longueur | 6,92 m (+0,7 m/s)  | Ineta Radēviča                                                                      | Championnats d'Europe                  | Barcelone   | 28 juillet 2010   | [ 17 ] |
| Triple saut | 14,76 m (+1,1 m/s) | Gundega Sproģe                                                                      |                                        | Sheffield   | 29 juin 1997      |        |
| Lancer du poids | 18,75 m            | Skaidrīte Baikova                                                                   |                                        | Riga        | 2 avril 1984      |        |
| Lancer du disque | 65,06 m            | Malda Lange                                                                         |                                        | Valmiera    | 11 septembre 1988 |        |
| Lancer du marteau | 73,56 m            | Laura Igaune                                                                        | Mount Olive First Chance and Multi     | Mount Olive | 11 mai 2019       | [ 18 ] |
| Lancer du javelot | 66,18 m            | Madara Palameika                                                                    | Mémorial Van Damme 2016                | Bruxelles   | 9 septembre 2016  | [ 19 ] |
| Heptathlon | 6 815 pts          |                                                                                     |                                        |             |                   |        |
| Heptathlon | 6 815 pts          | Laura Ikauniece-Admidiņa                                                            | Hypo-Meeting                           | Götzis      | 27-28 mai 2017    | [ 20 ] |
| 13 s 10 (+1,0 m/s) (100 m haies), 1,77 m (hauteur), 13,53 m (poids), 23 s 49 (-2,9 m/s) (200 m) , 6,64 m (+0,8 m/s) (longueur), 56,17 m (javelot), 2 min 11 s 76 (800 m) |                    |                                                                                     |                                        |             |                   |        |
| Pentathlon piste courte | 4 701 points       | Laura Ikauniece                                                                     | Championnats d'Europe en salle         | Glasgow     | 1er mars 2019     |        |
| 3 000 m marche piste courte | 12 min 32 s 90     | Jolanta Dukure                                                                      |                                        | Riga        | 6 février 1999    |        |
| 20 km marche (route) | 1 h 29 min 55 s    | Agnese Pastare                                                                      |                                        | Gdansk      | 31 août 2013      | [ 21 ] |
| 4 × 100 m | 44 s 41            | Équipe nationale Irina Grigorjeva Vineta Ikauniece Lilija Ždanovska Ludmila Olijare |                                        | Moscou      | 20 juin 1983      |        |
| 4 × 400 m | 3 min 30 s 2       | Équipe nationale Anna Dundere Sarmīte Štūla Ingrīda Barkāne Inta Klimoviča-Drēviņa  |                                        | Moscou      | 30 juillet 1975   |        |